# Torviscosa
Torviscosa (Tor di Zuin in friulano standard, Il Tor nella variante locale) è un comune italiano di 2 559 abitanti del Friuli-Venezia Giulia.
Il centro storico del capoluogo è stato costruito tra il 1938 e il 1960 dalla SNIA Viscosa, che si era insediata in questo territorio con un grande stabilimento industriale per la produzione di cellulosa per fibre tessili. Torviscosa è pertanto una città aziendale. Alcune delle caratteristiche estetiche e in particolare la piazza principale (piazza del Popolo) la fanno inoltre rientrare anche tra le città di fondazione di epoca fascista.

## Storia
La prima menzione della località, indicata allora come Zuino, risale al 1278. Il territorio, collocato in corrispondenza delle risorgive, è ricco di acqua e senza adeguati interventi di canalizzazione è destinato a diventare paludoso. Tale è infatti alla fine del XVII secolo, quando i conti Savorgnan, proprietari della zona dal 1344 al 1818, effettuano le prime bonifiche. Sui terreni bonificati sorge il nuovo abitato di Torre di Zuino, così chiamato per la presenza di una torre, unico manufatto superstite di un antico castello, attorno alla quale Antonio Savorgnan fa costruire la propria residenza. Nel 1727 viene costruita anche l'attuale chiesa parrocchiale, dedicata a Santa Maria Assunta.
Nel 1866 Torre di Zuino passa al Regno d'Italia e, fino al 1915, fu l'ultima località italiana prima della frontiera con l'Austria-Ungheria, il cui antico confine è ricordato da una targa presso il ponte sul fiume Ausa. L'esercito italiano si spinse fino a Monfalcone nei primi giorni di guerra del 1915. Il castello, allora di proprietà dei Conti Corinaldi, viene pesantemente danneggiato durante il conflitto e in seguito demolito. Torre di Zuino è occupata dagli austriaci dopo la battaglia di Caporetto e fino alla fine della prima guerra mondiale nel novembre 1918.
A metà degli anni venti, nell'ambito del piano di bonifica agraria voluto dal governo fascista, il territorio è oggetto di nuove bonifiche, coordinate, a partire dal 1929, dal Consorzio di secondo grado per la trasformazione fondiaria della Bassa Friulana diretto da Cesare Mori.
Nel 1937, la SNIA Viscosa comincia ad acquistare vaste quantità di terreno nei dintorni di Torre di Zuino con l'obiettivo di iniziare una coltivazione su larga scala di Arundo donax, la comune canna gentile, da cui ricavare la cellulosa necessaria alla propria produzione di fibre tessili. I primi terreni acquistati, circa 1400 ettari, sono quelli della Società Anonima Bonifiche del Friuli e della Società Anonima Bonifiche Torre di Zuino. Sono terreni già bonificati e coltivati ormai da alcuni anni: le coltivazioni esistenti vengono perciò eliminate per piantare i rizomi della canna gentile. Nel corso del 1938 la SNIA acquista anche il tenimento di Malisana (circa 550 ettari, di proprietà di Vittorio Marchioro) e entra in possesso del tenimento di Torre di Zuino (circa 990 ettari), la cui compravendita verrà di fatto formalizzata solo nel 1940. Su questo terreno, formalmente di proprietà della S.a.s. Tenimento Torre di Zuino, la SNIA Viscosa costruisce lo stabilimento industriale destinato alla lavorazione delle materie prime per l'estrazione di cellulosa.
Lo stabilimento viene inaugurato il 21 settembre 1938 alla presenza di Mussolini, di ritorno da Trieste dove qualche giorno prima ha annunciato l’introduzione delle leggi razziali.
A quella data, oltre alla prima parte dello stabilimento industriale, sono stati costruiti anche gli edifici del teatro, del ristoro e delle scuole elementari. La costruzione vera e propria della nuova città prende avvio solo dopo il 1940 e copre circa due decenni: piazzale Impero (oggi piazza del Popolo) con il Municipio, i negozi e le soprastanti abitazioni per impiegati vengono costruiti nel 1941; le case per gli operai chiamate “case gialle” tra il 1941 e il 1942; le case operaie “colombaie” sono costruite per una prima serie tra il 1943 e 1945, ma completate solo nel 1962; le ville per i dirigenti tra 1949 e il 1952 e le nuove case per i tecnici tra il 1956 e il 1962.
Nel 1940 la SNIA Viscosa chiede e ottiene l'elevazione di Torre di Zuino, fino ad allora frazione di San Giorgio di Nogaro, a comune autonomo con il nome di Torviscosa. Il nuovo comune viene istituito con la L. 1621 del 26 ottobre 1940.

### Simboli
(D.P.R. del 6 marzo 1950)
Il gonfalone è un drappo di azzurro.

## Monumenti e luoghi di interesse

### La città di fondazione
Torviscosa non può essere considerata a pieno titolo una cittadina di epoca fascista, perché la costruzione vera e propria del paese si colloca nel dopoguerra, anche se il primo progetto urbanistico risale al 1937. È comunque annoverata tra le città di fondazione di epoca fascista per la presenza della piazza centrale (piazza del Popolo), costruita nel 1941, che è un tipico esempio di centro civico ispirato alle piazze metafisiche di Giorgio De Chirico.

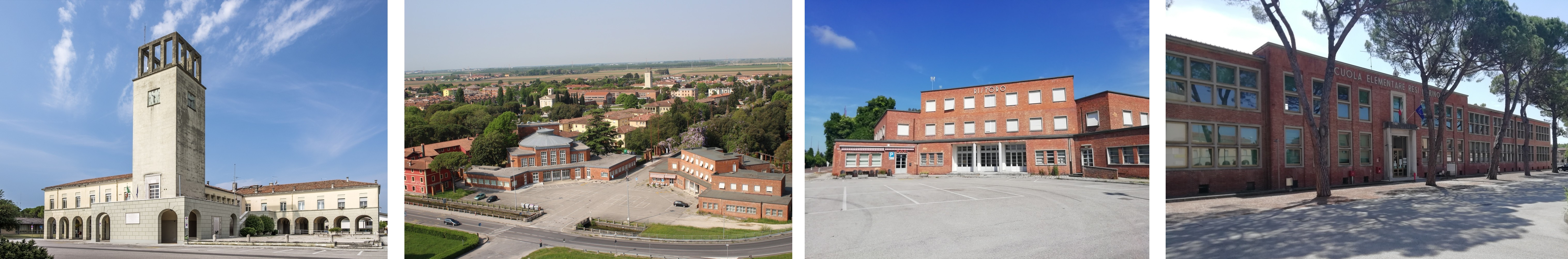
Municipio, piazzale Marinotti e teatro, Ristoro, scuole

### La città aziendale
Più significativa è invece la distribuzione urbanistica voluta dalla SNIA Viscosa, che fa di Torviscosa una città aziendale, organizzata per aree funzionali e caratterizzata da una rigida divisione delle abitazioni in funzione del ruolo lavorativo del capofamiglia all'interno dell’azienda. Ci sono così diversi gruppi di case: il villaggio operaio con due distinte tipologie abitative, le case per gli impiegati, quelle per i tecnici, quelle per i dirigenti. Agli operai agricoli erano destinate esclusivamente le località periferiche del comune: la frazione di Malisana, il Villaggio Roma, le località Arsa, Fornelli, Gallinazza, Arrodola e le “agenzie”, piccole unità sparse nel territorio agricolo comprensive di abitazioni e di edifici di lavoro (stalle, magazzini, ecc.).

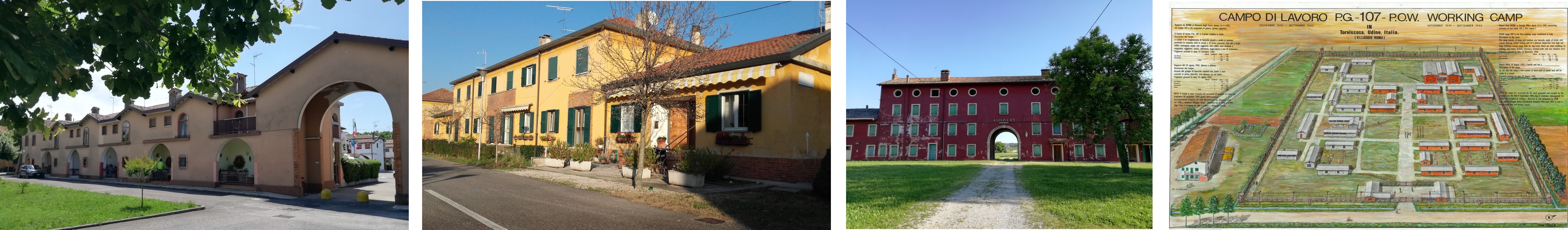
Case operaie "colombaie", case "gialle", agenzia 5, campo PG 107

### Il Villaggio Roma, ex campo di concentramento PG 107
L’origine del Villaggio Roma risale al 1942: sorto come campo di concentramento per prigionieri di guerra con il numero 107, ospitò fino al settembre 1943 un migliaio di prigionieri degli eserciti alleati (650 neozelandesi e 350 sudafricani) catturati dall'esercito italiano nella prima battaglia di El Alamein. Il campo era stato chiesto dalla SNIA Viscosa per poter sostituire con i prigionieri i propri operai, partiti per la guerra, nelle locali attività dell’azienda e dopo l’armistizio si trasformò in villaggio operaio.

### Lo stabilimento industriale

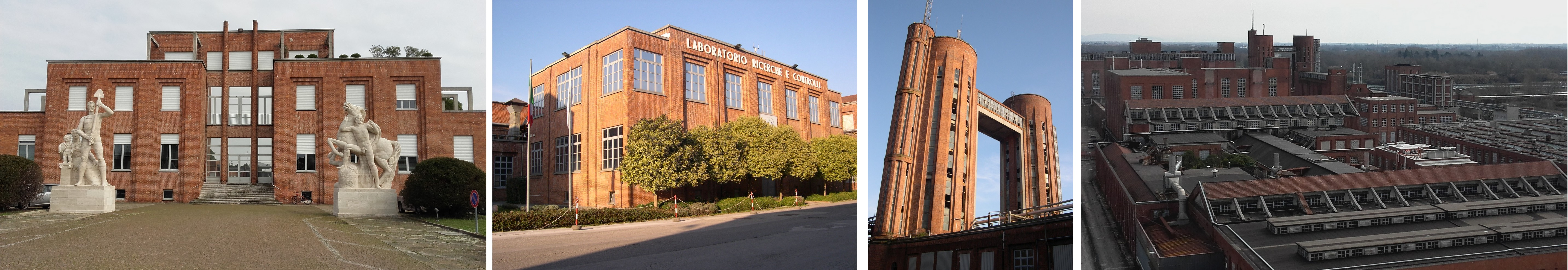
Stabilimento ex SNIA Viscosa

Lo stabilimento industriale di Torviscosa è considerato uno straordinario esempio di archeologia industriale. È in parte ancora utilizzato: le aziende presenti sono Bracco SPIN, Caffaro Industrie, Halo Industry e Lavanderia Adriatica. Dal momento che è ancora in attività, non è di norma aperto per le visite al pubblico.

## Società

### Evoluzione demografica
Abitanti censiti

### Lingue e dialetti
A Torviscosa, accanto alla lingua italiana, la popolazione utilizza la lingua friulana. Ai sensi della Deliberazione n. 2680 del 3 agosto 2001 della Giunta della Regione autonoma Friuli-Venezia Giulia, il Comune è inserito nell'ambito territoriale di tutela della lingua friulana ai fini della applicazione della legge 482/99, della legge regionale 15/96 e della legge regionale 29/2007.
La lingua friulana che si parla a Torviscosa rientra fra le varianti appartenenti al friulano centro-orientale.

## Amministrazione

### Gemellaggi
- Champ-sur-Drac

## Sport
Il club più importante del comune è l'Associazione Sportiva Dilettantistica Torviscosa Calcio. Anche la frazione di Malisana è rappresentata dalla propria squadra di calcio (S.S. Malisana). Da menzionare inoltre la società sportiva Libertas Torviscosa, con diverse squadre di ginnastica artistica.